# Solomon Bayoh
Solomon Bockarie-Bayoh (* 18. Mai 1990 in Makeni) ist ein Leichtathlet aus Sierra Leone, der seit 2016 für die Niederlande startet.
Bayoh nahm als einer von zwei Athleten an den Olympischen Spielen von 2008 in Peking teil. Er startete in den Distanzen 100 und 200 Meter, außerdem war er bei der Eröffnungsfeier Fahnenträger seines Heimatlandes.
Bei den Olympischen Spielen 2016 in Rio de Janeiro trat er für die Niederlande in drei Wettkämpfen an. Er kam aber weder im 100- noch im 200-Meter-Lauf über die Vorläufe hinaus. Mit der Staffel schied er ebenfalls vorzeitig aus.